# Río Chaporá
El Río Chaporá (en portugués: Rio Chaporá) es un río en el norte de Goa, un estado en la costa oeste de la India. Corre hacia el oeste en el mar Arábigo y demarca la frontera entre los talukas de Goa Norte de Pernem y Bardez . El río nace en Ramghat en el vecino estado de Maharashtra entra en Goa y desemboca en el Mar Arábigo. La playa Vagator, un destino turístico, se encuentra en el estuario, al sur, y al norte se encuentra el pueblo de Morjim .
En el siglo XVIII, el río marcaba el límite entre la Goa portuguesa y la India.